# Пистолет системы Воеводина (1939)

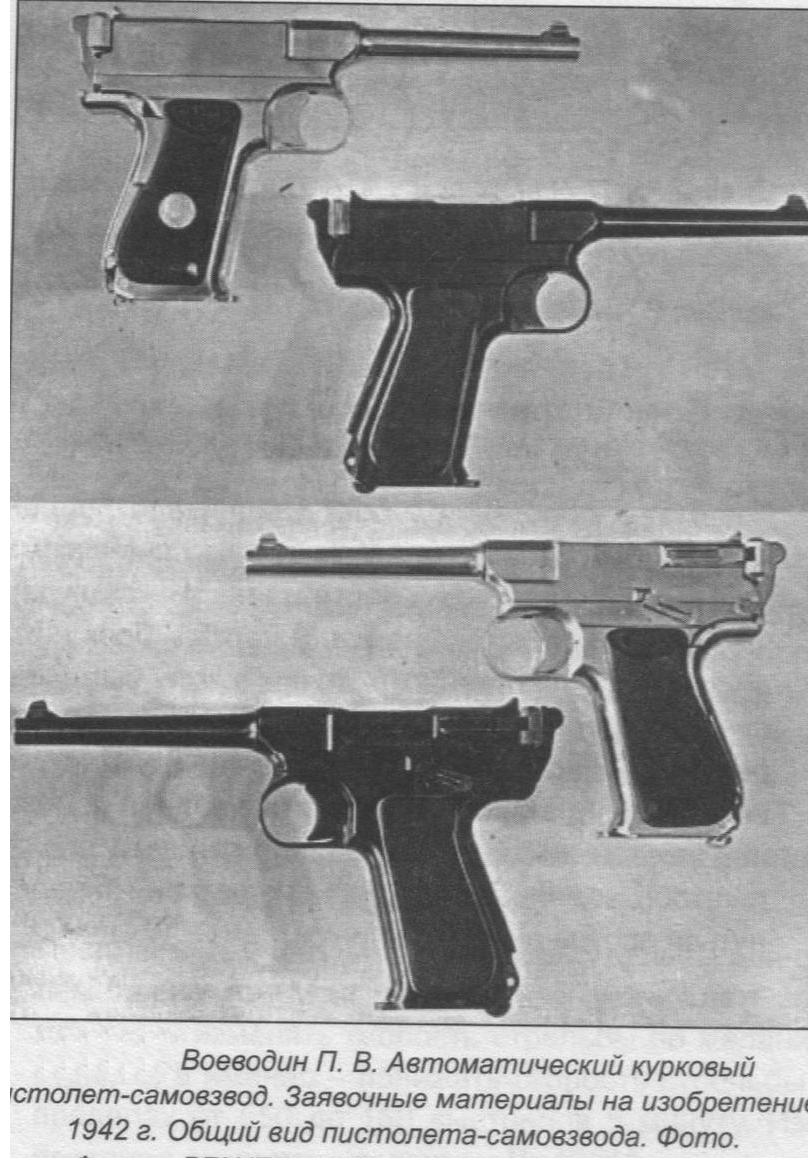

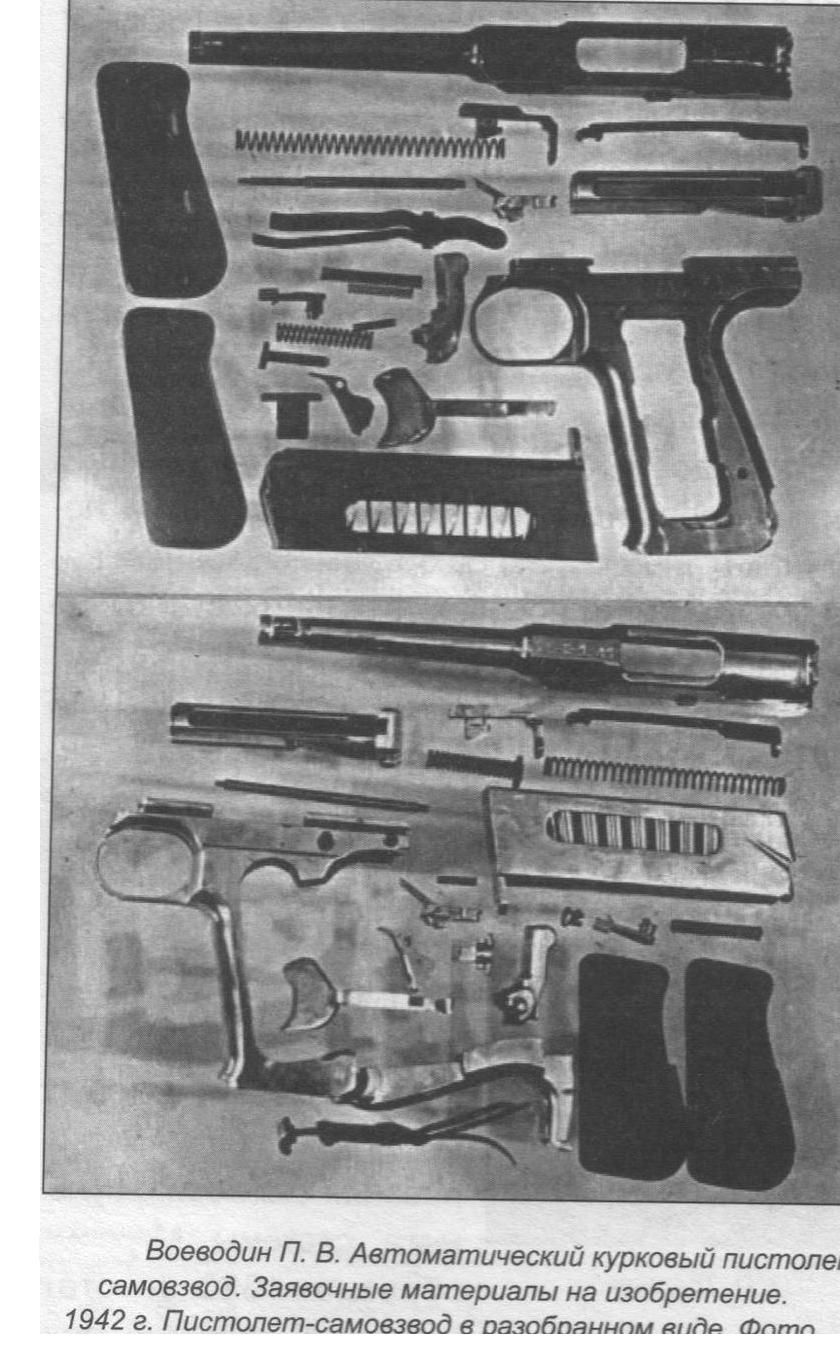

Пистолет системы Воеводина (ПВ) — советский самозарядный пистолет, планировавшийся к принятию на вооружение вооружёнными силами СССР вместо пистолета ТТ.
Разработан конструктором ЦКБ-14 (Тула) П. В. Воеводиным.

## Описание
Приказом Наркома обороны и Наркома оборонной промышленности СССР от 17 мая 1938 года был объявлен конкурс на проектирование нового образца 7,62-мм самозарядного пистолета (вместо пистолета ТТ) для вооружения военнослужащих автобронетанковых войск.
Пистолет Воеводина существовал в нескольких вариантах и выпускался малыми сериями в конце 1930-х — начале 1940-х годов но в виду начала Великой Отечественной войны и нетехнологичности производства в массовый выпуск не пошел. Действовал по принципу жесткого запирания ствола при его коротком ходе. Имел двухрядный магазин на 18 патронов. Отдельно стоит отметить характерный внешний вид пистолета, который был обусловлен требованиями техзадания: по условиям конкурса ствол пистолета должен был пролезать в смотровые щели бронемашин и танков, чтобы отстреливаться от пехоты противника. В целом, конструкция пистолета несколько напоминает пистолет Люгера Р-08 (общая форма) и Маузер С-96 (устройство узла запирания и затвора). Схожие инженерные решения были использованы конструкторами таких известных пистолетов межвоенного периода, как финский Лахти Л-35 или японский Намбу Тип 14.
Запирание канала ствола в нем осуществлялось перекосом специального вкладыша, аналогично предыдущему образцу. Ударно-спусковой механизм куркового типа позволяющий вести только одиночный огонь. Боевая пружина размещена в рамке ниже курка и имеет направляющий стержень, взаимодействующий с курком. Шептало двуплечего типа. Верхнее плечо служит для упора в него боевого взвода курка, а нижнее для взаимодействия со спусковым крючком. С правой стороны рамки расположен разобщитель стержневого типа, обеспечивающий опускание спусковой тяги для обеспечения одиночной стрельбы и исключения возможности выстрела при незапертом стволе. С левой стороны рамки расположен предохранитель флажкового типа, блокирующий шептало и ствольную коробку. Магазин коробчатого типа с двухрядным расположением патронов. Отражение стреляных гильз производится подпружиненным отражателем, размещенным на запирающем вкладыше. Ствольная коробка имеет самостоятельную возвратную пружину. Защелка магазина расположена снизу рукоятки. Прицел постоянный, обеспечивающий ведение огня до 50 метров.

## История
До Великой Отечественной войны военными выдвигалось требование, чтобы из пистолета можно было вести огонь через лючки (танка) для стрельбы из личного оружия по вражеской пехоте, находящейся в мертвой зоне бортового вооружения и поэтому передняя часть пистолета должна была иметь «револьверную» форму. ТТ не удовлетворял этому условию. Многие специалисты считают данное требование абсурдным. Однако, например, пистолет Walther P38 и даже пистолет-пулемет MP 38/40 удовлетворяли ему в полной мере. Ещё одним недостатком пистолета ТТ являлась ненадежная фиксация магазина.
B заключении комиссии отмечалось
«Находящийся на вооружении пистолет обр. 1930 г. (ТТ), не может быть принят на вооружение АБТ (автобронетанковых) войск и, кроме того, требует усовершенствования (потеря магазина, отладка спуска). В целях создания единого общевойскового пистолета комиссия считает необходимым доработать лучшие образцы, представленные на конкурс, и провести дополнительные испытания».
Во время полигонных испытаний, проведённых в марте 1939 года, образец Воеводина был назван одним из лучших (вместе с образцами конструкторов С. А. Коровина, И. И. Ракова и Ф. В. Токарева), однако конкурс не был завершён из-за начала Великой Отечественной войны.
Начавшаяся Великая Отечественная война не позволила наладить массовое производство пистолета Воеводина. По разным данным, их выпуск составил от 500 до 1500 штук. 
Во время войны Воеводин пытался доработать конструкцию пистолета и даже послал образец своего пистолета в подарок Сталину. Однако во время войны армейское руководство сменилось и новое поколение военачальников имело другие требования к пистолетам, которые были основаны на практическом опыте Второй мировой — в связи с появлением противотанковых гранатометов типа «Панцерфауст», заменивших ручные противотанковые гранаты — у пехоты противника отпала необходимость приближаться на дальность броска гранаты (и эффективную пистолетного выстрела из танка) к атакуемому танку. А задача борьбы с гранатометчиками вменялась сопровождающей танки пехоте и бойцам на броне, вооруженным скорострельными пистолетами-пулеметами, а впоследствии — автоматами. Как следствие, задача стрельбы из пистолетов через лючки стала неактуальной. Да и сами лючки для стрельбы из личного оружия очень быстро исчезли из конструкции танков (в БМП для стрельбы из лючков-бойниц используются автоматы десанта). Поэтому конструкция Воеводина осталась историческим курьезом и в 1948 году Воеводин разработал пистолет совершенно другой конструкции, основанный на популярной системе пистолета Вальтер ППК (после войны было решено отказаться от патрона 7,62х25 мм). Нишу же личного оружия экипажей танков занял автоматический пистолет Стечкина.